# Juin 1829

## Événements
- 1er juin États-Unis : création du quotidien The Philadelphia Inquirer.

- 6 juin : Shanawdithit la dernière Béothuk décède à Terre-Neuve (extinction officielle des Béothuks).

- 11 juin : fondation de la ville de Perth sur la côte est de l'Australie.
  - La Grande-Bretagne annexe l’Australie. Une compagnie privée s’établit à Perth. Les Britanniques occupent la zone de Swan River. Craignant un débarquement français dans cette partie de l’Australie occidentale, le Parlement décide d’y étendre la colonisation, mais sans grand succès : les entrepreneurs privés se montrent réticents à investir.

- 19 juin, France : mort de Bernard-François, père d'Honoré de Balzac.

- 27 juin : les armées russes prennent Erzeroum.

## Naissances
- 6 juin : Allan Octavian Hume (mort en 1912), ornithologue britannique.
- 8 juin : Sir John Everett Millais, peintre britannique († 13 août 1896).
- 11 juin : Alfred Newton (mort en 1907), zoologiste britannique.
- 16 juin : Geronimo, Apache, appelé à sa naissance Go Khla Yeh (celui qui baille) († 17 février 1909).
- 28 juin : Kristen Jensen Lyngby, philologue danois († 15 février 1871).